# П'єдімонте-Сан-Джермано
П'єдімонте-Сан-Джермано (італ. Piedimonte San Germano) — муніципалітет в Італії, у регіоні Лаціо,  провінція Фрозіноне.
П'єдімонте-Сан-Джермано розташовані на відстані близько 115 км на південний схід від Рима, 36 км на південний схід від Фрозіноне.
Населення — 6449 осіб (2014).

## Демографія
Населення за роками:

Станом на 1 січня 2023 року в муніципалітеті офіційно проживало 348 іноземців з 40 країн, серед них 145 громадян країн Євросоюзу та 21 громадянин України.

## Сусідні муніципалітети
- Акуїно
- Кастрочієло
- Колле-Сан-Маньо
- Піньятаро-Інтерамна
- Терелле
- Вілла-Санта-Лучія